# Pieter Bordon
Pieter Bordon (* um 1450 in Gent; † nach 1484) war ein flämischer Sänger, Komponist und Kleriker.

## Leben
Bordon war der Sohn des Genter Bürgers Valeriaen Bordon und dessen Ehefrau Margriete van Wijniersch. Sein Vater – als cotiadiane-Sänger (also als erwachsener Chorsänger) an Saint Jacob in Gent vom 24. Juni 1440 bis 24. Juni 1452 nachweisbar – starb, als Bordon noch minderjährig war, so dass das Erbgericht für die Wahrung seiner Ansprüche aus dem Erbe zuständig war. In den Jahrbüchern des Erbes wird er am 11. September 1465 unter dem Namen „Pieterkin Bordon“ erwähnt, so dass er zu diesem Zeitpunkt vermutlich unter 15 Jahre alt war. Im Jahr 1466 war er bereits als Sänger tätig. Pieter Bordon sang bis 1478 als cotiadiane-Sänger an verschiedenen Kirchen Gents. An Saint Jacob vom 24. Juni 1466 bis zum 24. Juni 1469 und vom 1. Oktober 1470 bis zum 24. Juni 1472, an Saint Michael vom 25. Dezember 1472 bis zum 25. März 1475 und vom 24. Juni 1478 bis zum 23. September 1478. Ende 1472 muss Pieter bereits einen der niedrigen geistlichen Ränge innegehabt haben, denn am 2. Dezember dieses Jahres schrieb ihm seine Mutter eine Leibrente von 480 Groschen aus, „weil Pieter Bordon Valeriaenszone vorhat, in Kürze … in den Stand des Priesters“ einzutreten. Tatsächlich taucht er seit 1473 in den Rechnungen als „dominus Petrus Bordoen“ auf und wurde am 10. Mai 1475, als er für 1440 Groschen ein Haus in Gent an eine Janne Aenbec verkaufte, als „her Pieter Bordon presbytre“ bezeichnet.
1478/79 ging er nach Italien und sang von August 1479 bis zum Februar 1480 an der Kathedrale zu Treviso.
Für die folgenden Jahre verliert sich die Spur Pieter Bordons, aber es ist sehr wahrscheinlich,  dass er an einer italienischen Universität studiert hat. Finanzielle Mittel dafür waren dank der Leibrente von 480 Groschen vorhanden.
Im August und September 1484 hielt er sich in Siena auf und erhielt von der dortigen Kathedrale Geld für „die Komposition von Motetten, Credos und anderer Figuralmusik“. Keine der Kompositionen ist unter Bordons Namen überliefert, vielleicht haben sich einige in den anonymen Werken des Chorbuch SienBC K.1.2 erhalten.
Heute kennt man nur zwei Kompositionen unter Bordons Namen. Einen vierstimmigen, einem Borton zugeschriebenen L’Homme-armé-Satz in RomeCas 2856 (heute üblicherweise Robert Morton zugewiesen) und das dreistimmige, einem ‚Pe. Bourdon’ zugeschriebene Arrangement De tous biens plains im Odhecaton A.